# Elliottovy vlny
Elliottovy vlny jsou prostředek analýzy umožňující předpovídání trendů na finančních trzích.
Ralph Elliott (autor tzv. Elliottovy teorie) na burzách cenných papírů vypozoroval, že ceny mají tendenci se pohybovat ve vlnách. Od té doby se obchodníci naučili úspěšně Elliottovu teorii využívat k prognózování cenových pohybů. Elliottovy vlny (Elliot waves) jsou specifický nástroj tržní analýzy vycházející z univerzálních pravidel přírody,[zdroj?] jež dodržuje i trh reprezentující kolektivní vědomí investorské veřejnosti, která v trhu realizuje svá přesvědčení a důvěru v jednotlivá aktiva. V trhu dochází k extrémům sentimentu, emocím strachu a chamtivosti, společenským jevům, které přírodním zákonům rovněž podléhají. Elliotovy vlny jsou nástrojem technické analýzy. Značně důležitou součástí teorie Elliottových vln je Fibonacciho číselná řada – 1, 1, 2, 3, 5, 8, 13, 21, 34, 55 ... a poměry jednotlivých čísel -0,382, 0,5, 0,618, 1, 1,618, 2, 2,618.
Trh každého tržního nástroje lze členit na dvě opakující se části, na hybný a korekční režim. Hybný režim, jak už název napovídá, je to, co hýbe cenou – ať nahoru, nebo dolů. Korekční režim slouží jako protipohyb, a to buďto stranovým pohybem, nebo méně silným hybným protipohybem. Tyto stále se střídající režimy tvoří z dlouhodobého hlediska trend a při pohledu na jakýkoli trend je hned patrný směr tohoto trendu. Zmiňovaný tržní trend má tři fáze, mezi které patří akumulace, velký pohyb a přebytek. Díky jednotlivým pohybům vznikají vlny, které jsou základními prvky trhu. Analýzou těchto vln se zabývá právě teorie principu Elliottových vln. Elliottova teorie řeší fraktální strukturu jednotlivých vln a příčiny jejich vzniků. Fraktální prvky na trzích mají podobu buď pětivlnového trendu, kterému se jinými slovy říká impuls, anebo podobu třívlnové korekce. Princip Elliottových vln má ovšem i své kritiky. Někteří odborníci tvrdí, že je tento nástroj příliš složitý. Je těžké správně odhadnout označení vln, které je navíc potřeba průběžně přeoznačovávat.